# إريك بيرغ
إريك بيرغ (بالفنلندية: Erik Berg)‏ هو سياسي فنلندي، ولد في 6 أكتوبر 1876، وتوفي في 1945.